# Paisley YMCA Chess Club
Paisley YMCA Chess Club – szkocki klub szachowy z siedzibą w Paisley.

## Historia
Klub został założony w 1901 roku. W pierwszej połowie lat 90. XX wieku klub stał się czołowym szkockim ośrodkiem szachowym, skoncentrowanym wokół Andrew Muira. Zespół w sezonie 1990/1991 wygrał Scottish National Chess League. Trzykrotnie z rzędu, w latach 1992–1994, zdobył Richardson Cup. W sezonie 1993 klub uczestniczył w Pucharze Europy. Zespół przegrał wówczas wszystkie mecze w fazie grupowej (z Lyon-Oyonnax, Katalonią i Bohemians Praga) i zajął w grupie ostatnie, ósme miejsce. W 1994 roku Paisley YMCA wygrał brytyjskie mistrzostwa National Club Championships, pokonując w finale 4:2 Guildford Chess Club. W 1995 roku czołowi zawodnicy opuścili klub, przez co stracił on na znaczeniu.